# Route départementale 55 (Finistère)
Pour les articles homonymes, voir Route départementale 55 et D55.
La Route militaire, ou D 55, est une route départementale française reliant Lanvéoc à Camaret-sur-Mer en passant par Crozon (Le Fret) et par la base sous-marine de l'île-Longue, dans le Finistère.

## Tracé de la D 55
- Lanvéoc,  Carrefour giratoire entre D 63 (Quimper, Châteaulin) et D 55 (Route des collines de Locronan)
- Carrefour giratoire entre D 55 et D 155 (Crozon)
- Le Fret (commune de Crozon)
- Entrée de la base de l'île-Longue (connexion par la D 55a)
- Carrefour giratoire entre D 55 et D 355 (Roscanvel, Pointe des Espagnols) à Saint-Fiacre (commune de Crozon)
- Camaret-sur-Mer (D 8)

## Antennes de la D 55

### D 55a
La D 55a fait 600 m de long (3,5 km pour les militaires de l'île-Longue) permettant de relier la D 55 (entre Saint-Fiacre et le Fret) et l'île-Longue.

### D 155
La Route du Fret ou D 155 relie Crozon au Fret (Crozon). Elle fait 3 km.
- Crozon,  Carrefour giratoire entre D 887/D 8 et D 155
- Section 2x2 voies sur 400 m
- Intersection avec la D 355 et D 55
- Carrefour giratoire entre D 55 et D 155 à l'entrée du Fret (commune de Crozon)

### D 255
La Route de la Chèvre ou D 255 relie Morgat (Crozon) au Cap de la Chèvre (Crozon). Elle fait 9 km.
- Morgat (commune de Crozon),  Carrefour giratoire entre D 887 et D 255
- Saint-Hernot (commune de Crozon), Maison des Minéraux, plage de la Palue
- Cap de la Chèvre

### D 355
La Route des Espagnols ou D 355 relie Crozon à Camaret-sur-Mer en faisant un détour par Roscanvel et la pointe des Espagnols. Elle dessert des bases militaires des Espagnols comme l'Île Longue. Entre Roscanvel et Camaret-sur-Mer, la route, classée, longe la rade de Brest et le Goulet de Brest (long et large de 5 km) en proposant un panorama sur Brest et sa rade à la pointe des Espagnols. Elle mesure 14 km de long.
- Crozon, intersection avec D 155 (Route du Fret)
- Champ de tir
- Carrefour giratoire entre D 55 (Camaret-sur-Mer, Île Longue, Le Fret (Crozon)) et D 355 à Saint-Fiacre (commune de Crozon)
- Base de Quével
- Roscanvel
- Site classé de la pointe des Espagnols sur 8 km, panorama sur la rade de Brest
- Camaret-sur-Mer